# Fermacolletto

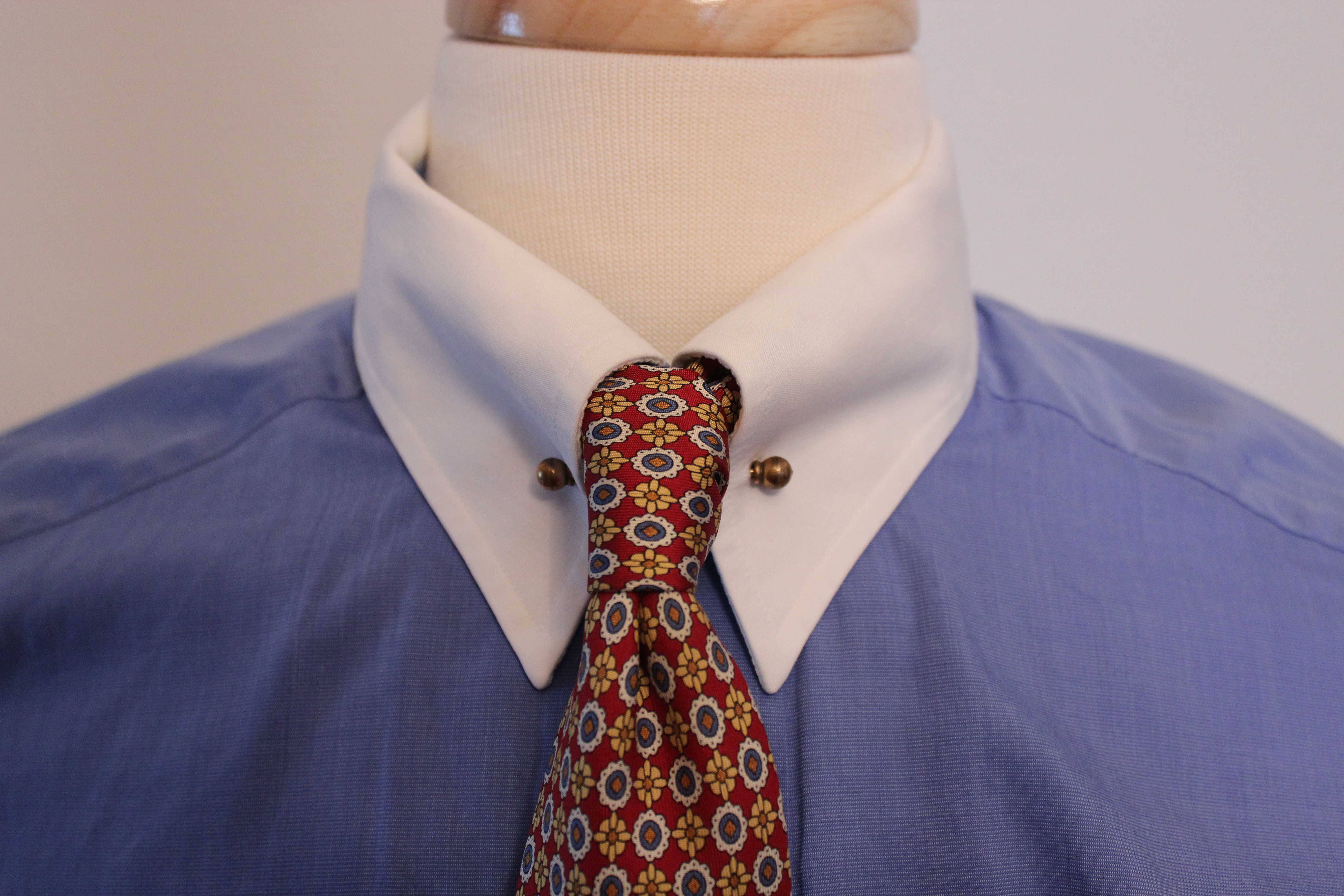

Il fermacolletto è un gioiello maschile che tiene insieme le due estremità del colletto di una camicia elegante e passa sotto il nodo della cravatta, mantenendo il colletto in posizione e sollevando il nodo per fornire un arco esteticamente più gradevole.
Un fermacolletto è lungo tra i tre e i cinque centimetri ed è di tre tipi:
- una barretta, simile a un bilanciere, le cui estremità si svitano, ed è progettata per passare attraverso occhielli appositamente realizzati su ciascun lato del colletto
- uno spillo, simile a una spilla di sicurezza, che trapassa ciascun lato del colletto (o passa attraverso l'occhiello esistente).
- una barra con clip su entrambe le estremità che agganciano ciascun lato del colletto.

Gli ultimi due modelli non richiedono colletti realizzati appositamente.
I fermacolletti in genere non vengono indossate con i colletti abbottonati e sarebbero ridondanti con le camicie dotate di tendicollo. In generale rendono al meglio con i colletti dritti e poco divaricati; meno, se non del tutto, con i colletti divaricati; e per niente con i colletti molto divaricati come per le camicie da tight.